# 沉积岩

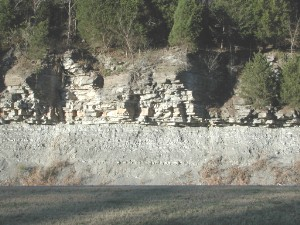
美国田纳西州的石灰石性质的页岩层理结构

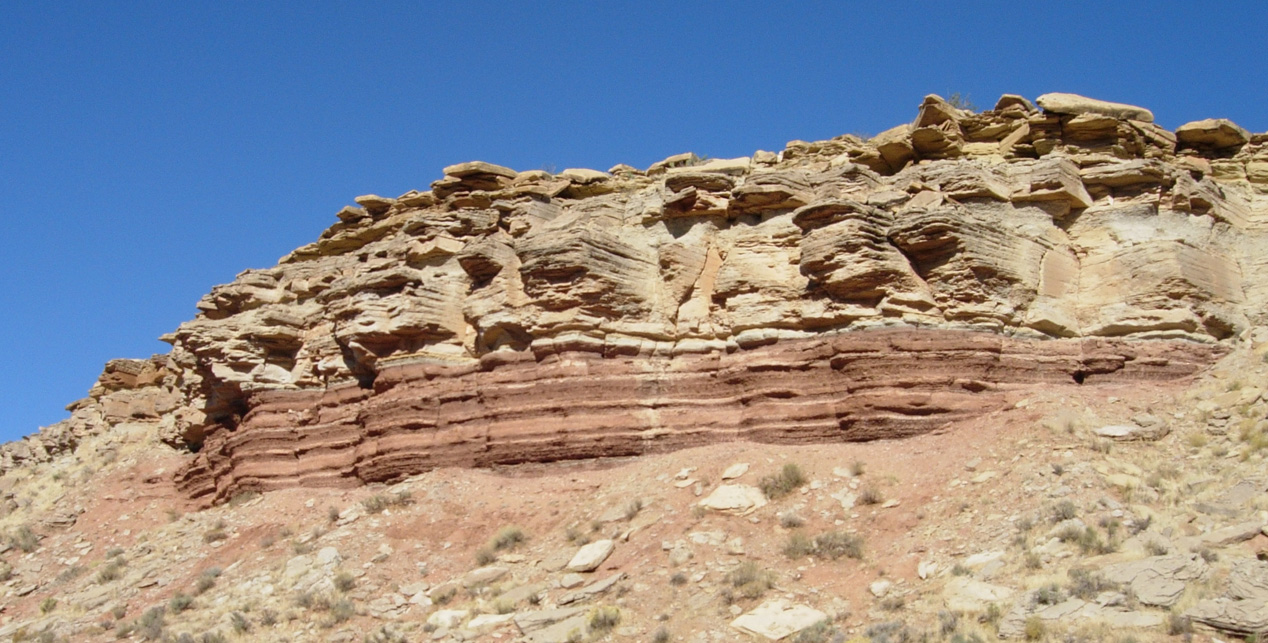
美國猶他州西南部的沉積岩

沉积岩（英語：Sedimentary rock），在有水循环的星球上，又称为水成岩，是三种组成地球岩石圈的主要岩石之一（另外两种是火成岩和变质岩）。
沉积岩是在地表不太深的地方，将其他岩石的风化产物和一些火山喷发物，经过水流或冰川的搬运、沉积、成岩作用形成的岩石。在地球地表，有70%的岩石是沉积岩組成的，但如果从地球表面到16公里深的整个岩石圈算，沉积岩體積只占5%，因此沉积岩是构成地壳表层的主要岩石。沉积岩主要包括有石灰岩、砂岩、页岩、礫岩等。沉积岩中所含有的矿产极为丰富，占全部世界矿产蕴藏量的80%。
沉积岩特征是有层理，某些含有动植物化石，所以可以断定其地质年代。相較於火成岩及變質岩，沉積岩中的化石所受破壞較少，也較易完整保存，因此對考古學來說是十分重要的研究目標。

## 成因
风化的岩石颗粒，经大气、水流，到一定地点沉积下来，受到高压的成岩作用，逐渐形成岩石。沉积岩保留了许多地球的历史訊息，包括有古代动植物化石，沉积岩的层理有地球气候环境变化的信息。沉積岩形成的過程如下：
1. 風化侵蝕：在河流上、中游兩岸的大岩石，經年累月被侵蝕、風化或直接被河水切割後，逐漸崩解成碎塊或更小的沙、泥碎屑。
2. 搬運：崩解、被切割下來的岩石碎屑，被河水從上游往下游搬移。
3. 堆積：河流的流速向下游逐漸減緩，搬運能力也越來越小，因此，河中岩石碎屑便一路沉積下來。由上游、下游到海底，分別是「礫石層」、「砂層」、「泥層」。此外，由珊瑚、藻類等生物所堆積形成的，便是「珊瑚礁石層」。
4. 壓密：由於新的層積物不斷堆壓在舊的上面，時間一久，底下的沉積物便會被壓得緊密結實。
5. 膠結：密實的沉積物依然有許多孔隙。當地下水流經這些孔隙，帶來的礦物質將孔隙一一填滿，同時將岩石碎屑顆粒緊緊膠黏在一起。

## 构造

### 层理构造
层理构造是由沉积物的成分或粒徑大小的结构沿垂直于沉积物表面（层面）方向及側向延伸变化而显示出来的一种层状构造。层理构造是与岩浆岩、变质岩区别的重要标志。常见的有：
- 水平层理：由一系列与层面平行的细层组成的层理；一般形成于平静的或微弱流动的水环境中。
- 斜理层理：由一系列与层面斜交的细层组成的层理；一般是在单向水流（或风）的作用下形成的，常见于河床沉积物中。
- 交错层理：有些斜层理与原来生成的斜层理呈一定角度相交，相互交错（切蝕）而形成的。
- 递变层理：同一层内碎屑颗粒粒径向上逐渐变细；它的形成常常是因沉积作用发生在运动的水介质中，其动力由强逐渐减弱。

### 层面构造
- 波痕：在还没有固结的沉积层面上，由于流水、风或波浪的作用形成的波浪起伏的表面，经过成岩作用保存下来。可指示流水方向與地層上下方向。
- 泥裂：没有固结的沉积物露出水面干涸时，经过脱水收缩干裂而形成的裂缝。可用來指示地層上下方向。

## 分类
沉积岩的分类不仅根据其形成颗粒的大小，还要考虑到组成颗粒的化学成分，形成的条件等因素。颗粒形成的条件，是藉由水的相態變化和温度差異使得岩石碎裂，或者是化学作用，如淋溶作用、析出作用等。在搬运过程中，颗粒體積進一步变小，最终在一个新地点沉積成岩。

### 碎屑沉积岩
是从其他岩石的碎屑沉积形成的，包括有长石、闪石、火山喷出物、黏土、石英，以及变质岩的碎屑，而隨著碎屑的大小不同，形成的岩石種類也不同。
- 泥岩：碎屑小于0.0039 mm（無形成頁理）
- 页岩：碎屑小于0.0039 mm（有形成頁理）
- 粉砂岩：碎屑在0.0039 至 0.0625 mm 之间
- 砂岩：碎屑為0.0625 到 2 mm之間
- 砾岩：碎屑為2 到 256 mm

### 生物沉积岩
是由生物体的堆积造成的，如花粉、孢子、贝壳、珊瑚等大量堆积，並经过成岩作用所形成。一般认为，地球大气中的含碳量之所以相对其他行星如金星要低，就是因为被石灰岩等沉积岩固定。
- 石灰岩、白雲岩：其中所含的物質，如碳和钙都能在生物系统中循环
- 泥炭和褐煤

### 化学沉积岩
即蒸發岩，由各种溶解物质或膠體物质沉澱而成，某种化学成分沉澱后，在一定条件下常同时结晶。
- 岩盐
- 石膏